# شركاء صحة المجتمع
شركاء صحة المجتمع (بالإنجليزية: Community Health Partnerships)‏ (المعروفة سابقًا باسم Partnerships for Health) هي شركة مملوكة لوزارة الصحة في المملكة المتحدة. ويتمثل دورها في إقامة شراكات بين القطاعين العام والخاص للاستثمار في مرافق رعاية صحية جديدة في إنجلترا عبر برنامج أن أتش أس تحسين ثقة التمويل المحلي .تأسست الشركة في عام 2001 كشركاء من أجل الصحة، وهو مشروع مشترك بين وزارة الصحة والشراكات بالمملكة المتحدة. في ديسمبر 2006، استحوذت وزارة الصحة على المساهمة الكاملة في الشراكة وتم تغيير اسمها إلى شراكة صحة المجتمع في نوفمبر 2007. تتكون محفظتها الحالية من أكثر من 300 مبنى والتي تفيد الجمهور بشكل مباشر من خلال تقديم مرافق رعاية صحية حديثة ومصممة جيدًا. وتتنوع هذه المؤسسات من مؤسسات هيئة الخدمات الصحية الوطنية، والممارسين العامين، وأطباء الأسنان، والصيدليات من بين آخرين. في عام 2019، أفيد أن مقترحاتها لشكل جديد من مبادرة التمويل الخاص كانت قيد الدراسة من قبل صندوق أن أتش أس لمستشفى الأميرة ألكسندرا لإعادة بناء مستشفاها في هارلو.